# خون در اعماق دریا
خون در اعماق دریا (ایتالیایی: Sangue negli abissi) که با نام‌هایی چون خون ژرف و کوسه‌ها هم شناخته می‌شود، یک فیلم بهره‌کشی درام ایتالیایی است که در سال ۱۹۸۹ منتشر شد. رافائله دوناتو تنها سکانس نخست از فیلم را کارگردانی کرد که در آن پسران جمع می‌شوند تا پیمان خونی خود را امضا کنند و مابقی فیلم را جو داماتو کارگردانی و فیلم‌برداری نموده‌است. این فیلم در خارج از ایتالیا بسیار موفق بود و حتی در ژاپن فروش خوبی داشت.